# Zgrada Macela u Hvaru
Zgrada Macela u gradiću Hvaru, Šetalište put križa 2, predstavlja zaštićeno kulturno dobro.

## Opis dobra
Gospodarska zgrada klaonice jednostavnog neoklasicističkog oblikovanja izgrađena je 1898. godine pored Arsenala uz more. Katnica kvadratičnog tlocrta zaključena je četverovodnim šatorastim krovom. U samom moru je ispust za otpatke klaonice. Rijetka predindustrijska građevina svoje vrste.

## Zaštita
Pod oznakom Z-6431 zavedena je pod vrstom "nepokretno kulturno dobro - pojedinačno", pravna statusa zaštićena kulturnog dobra, klasificirano kao "javne građevine".